# 나카자토 고지
나카자토 고지(일본어: 中里 宏司, 1982년 4월 24일 ~ )는 일본의 전 축구 선수이다.

## 구단 경력
과거 쇼난 벨마레, 산프레체 히로시마에서 활동하였다.